# جيف ديفيس (سياسي)
جيف ديفيس (بالإنجليزية: Jeff Davis)‏ هو محامي وسياسي أمريكي، ولد في 6 مايو 1862 في مقاطعة ليتل ريفر في الولايات المتحدة، وتوفي في 3 يناير 1913 في ليتل روك في الولايات المتحدة. حزبياً، نشط في الحزب الديمقراطي. وقد انتخب حاكم أركنساس ‏ (8 يناير 1901 – 8 يناير 1907) وانتخب عضو مجلس الشيوخ الأمريكي (4 مارس 1907 – 3 يناير 1913).